# 黑纹园蛛
黑纹园蛛（学名：Araneus nigromaculatus）为园蛛科园蛛属的动物。在中国大陆，分布于甘肃等地。该物种的模式产地在甘肃。